# 普羅塞尼克峰
78°32′11″S 84°57′38″W / 78.53639°S 84.96056°W

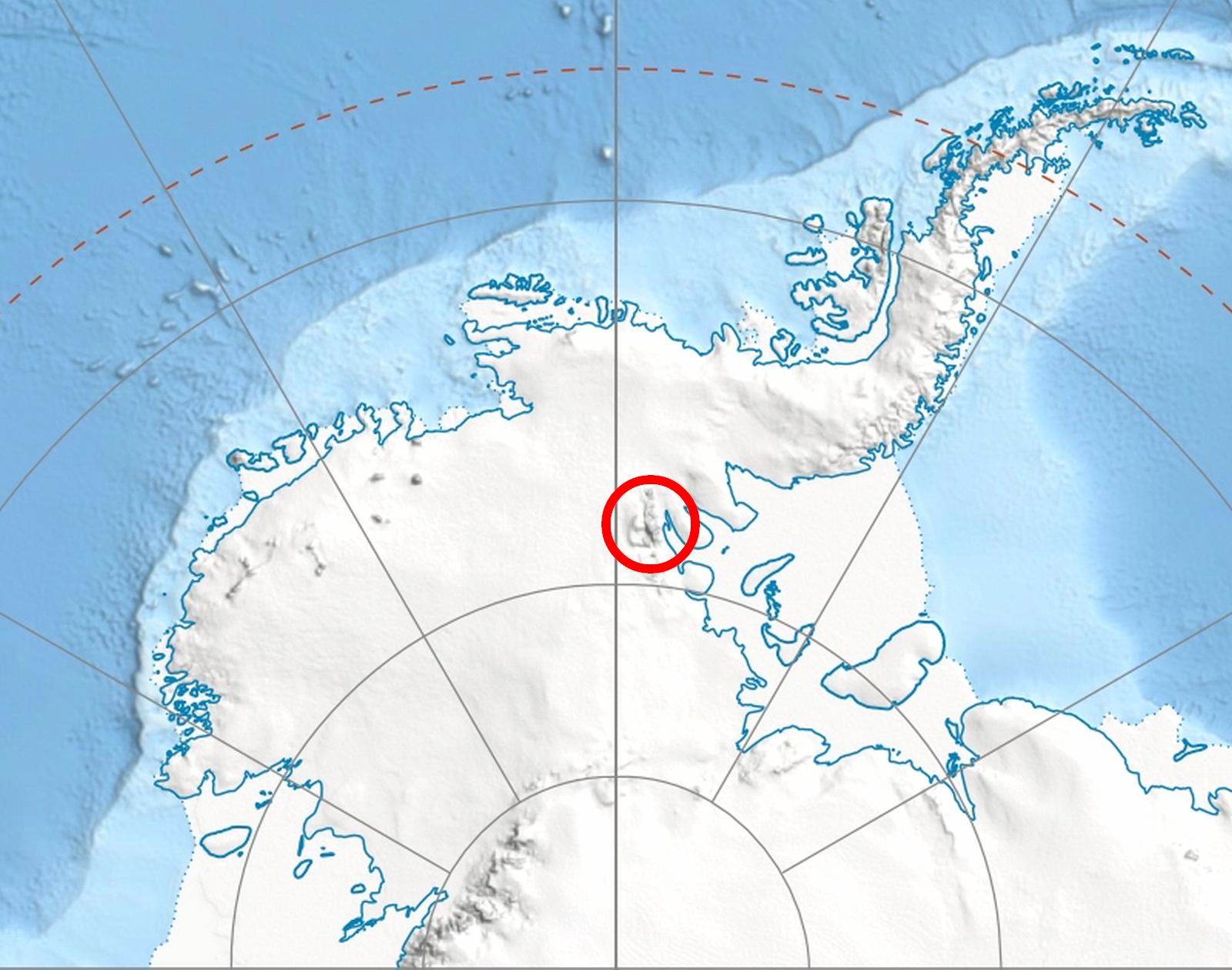

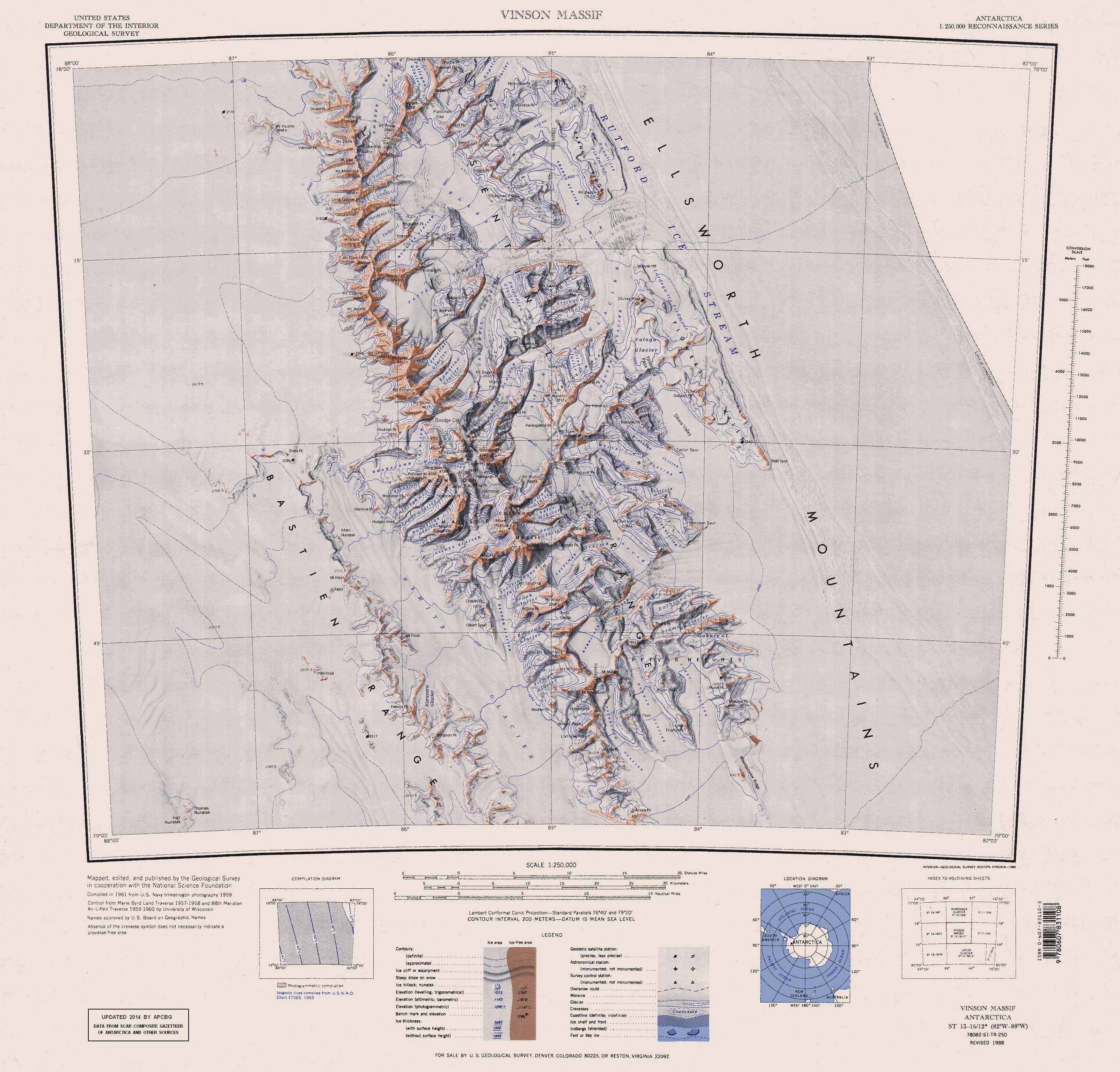

普羅塞尼克峰（Prosenik Peak），是南極洲的山峰，位於埃爾斯沃思地，屬於埃爾斯沃思山脈中森蒂納爾嶺的一部分，處於埃爾夫林峰東北面4.75公里、莫赫爾山東北面3.78公里、塔克山西南面4.12公里和麥克弗森峰西北面4.45公里，海拔高度2,800米，以保加利亞南部城鎮命名，現時由南極條約體系管理。